# Augusto di Beauharnais
Augusto Carlo Eugenio Napoleone di Beauharnais (Milano, 9 dicembre 1810 – Lisbona, 28 marzo 1835) fu duca di Leuchtenberg, duca di Santa Cruz e principe consorte del Portogallo.

## Biografia
Augusto era il figlio maggiore di Eugenio di Beauharnais, figliastro di Napoleone Bonaparte, e di sua moglie, la principessa Augusta di Baviera, figlia di Massimiliano I di Baviera. I suoi legami dinastici erano eccezionali, considerando la sua stirpe paterna: tra le sue sorelle c'erano Giuseppina, regina consorte di Oscar I di Svezia, Amelia, imperatrice consorte di Pietro I del Brasile e Massimiliano consorte della granduchessa Maria Nikolaevna di Russia, figlia maggiore dello zar Nicola I.
Fu educato ai principi dell'onore militare da suo padre e alla moralità cattolica da sua madre. Trascorse l'infanzia e parte della giovinezza a Monaco.

## Duca di Leuchtenberg
Suo nonno materno aveva conferito a Eugenio il titolo di "Duca di Leuchtenberg" il 14 novembre 1817, dopo la perdita nel 1815 dei suoi titoli napoleonici e le relative aspettative del Regno d'Italia e del Granducato di Francoforte. Nonostante la promessa di un principato indipendente inserita nel trattato finale, il Congresso di Vienna si aggiornò senza creare uno stato per Eugenio, quindi Augusto e i suoi fratelli non ebbero alcuna eredità. Al vuoto titolo ducale di Leuchtenberg era stato aggiunto in dote il feudo di Eichstätt, trasformato in principato nominale, sempre dal re Massimiliano, con diritto al titolo di Altezza Reale per lui e di Altezza Serenissima per i figli, fra i quali Augusto.. Il figlio maggiore di Eugenio, Augusto, era l'erede di questa modesta proprietà, che ereditò quando suo padre morì il 21 febbraio 1824.
Il 4 febbraio 1831 Augusto era uno dei tre candidati al trono del Belgio recentemente indipendente, ma i suoi legami napoleonici preoccuparono alcune delle grandi potenze. Ma nelle elezioni del Congresso nazionale belga, Augusto arrivò secondo dopo il figlio minore del re dei francesi, il principe Luigi, duca di Nemours, sebbene davanti al candidato asburgico, l'arciduca Carlo, duca di Teschen. Alla fine, nessuno di questi uomini raggiunse il trono belga, che andò al candidato britannico, il principe Leopoldo di Sassonia-Coburgo.
Dopo il matrimonio per procura con Pietro I, Amelia insiste affinché suo fratello la accompagnasse nel suo viaggio in Brasile. Augusto non intendeva cedere al desiderio della nuova imperatrice, ma fu spinto dalla madre a recarsi alla corte di Rio de Janeiro. Prima di partire, il giovane, non ancora maggiorenne, fece testamento.
In terra brasiliana si stabilì nel Paço de São Cristóvão e divenne molto legato a suo cognato. Il 5 novembre 1829, Pietro I concesse ad Augusto, il trattamento di Altezza Reale su tutto il territorio nazionale. In una lettera imperiale datata lo stesso giorno, l'imperatore gli concesse il titolo di Duca di Santa Cruz, con il trattamento di Altezza Imperiale.

## Matrimonio e morte
Quando Pietro I fu esiliato in Europa, Augusto tornò in Baviera. Il 26 maggio 1834, la giovane regina Maria II del Portogallo venne restaurata sul trono, donatole dall'abdicazione – e successiva conquista in guerra – di suo padre, che dovette combattere contro l'usurpazione del suo fratello minore ribelle, Michele.
Il fidanzamento tra Maria con Michele fu interrotto in modo che si potesse trovare un marito più docile per generare una nuova dinastia portoghese, una la cui lealtà avrebbe potuto rivelarsi più affidabile se non avesse avuto altre prospettive. La regina scelse cortesemente Augusto che, ancora una volta, si dimostrò non minaccioso per le Grandi Potenze a causa della sua mancanza di appartenenza a una dinastia già regnante e della mancanza di obblighi o ambizioni straniere contrastanti. Era anche il fratello maggiore della matrigna di Maria, l'imperatrice Amelia.
Augusto e Maria II si sposarono per procura a Monaco il 1 dicembre 1834. Il giorno del suo matrimonio la sposa gli ha conferito il titolo portoghese di "Sua Altezza Reale il Principe Consorte del Portogallo".
Arrivò in Portogallo poco dopo e la cerimonia religiosa venne celebrata il 26 gennaio 1835 presso la Cattedrale di Lisbona. Tuttavia Augusto si ammalò e morì solo due mesi dopo, il 28 marzo 1835. L'improvviso evento al suo arrivo portò a voci che fosse stato avvelenato, tuttavia non furono mai prodotti i nomi dei sospetti.
Senza figli al momento della sua morte, Augusto lasciò come erede in Baviera il fratello minore, che divenne il terzo duca di Leuchtenberg, e per breve tempo successore di Augusto nella proprietà di Eichstätt, che però restituì al re bavarese nel 1855 dopo aver deciso di vivere in Russia, il regno di suo suocero.
Un anno dopo Maria II sposò Ferdinando di Sassonia-Coburgo-Gotha. Poiché Augusto morì prima di generare un erede al trono portoghese, non divenne mai il co-monarca di Maria, cosa che fece il successivo marito nel 1837, diventando il fondatore della dinastia Coburgo-Braganza.

## Antenati
|                                                |                                            |                                                        | Genitori                                        |  |  | Nonni |  |  | Bisnonni                |  |  | Trisnonni             |  |
|                                                |                                            |                                                        |                                                 |  |  |       |  |  | François de Beauharnais |  |  | Claude de Beauharnais |  |
|                                                |                                            |                                                        |                                                 |  |  |       |  |  | François de Beauharnais |  |  | Claude de Beauharnais |  |
|                                                |                                            | Renée Hardouineau de Laudanière                        |                                                 |  |  |       |  |  | François de Beauharnais |  |  |                       |  |
| Alessandro di Beauharnais                      |                                            |                                                        |                                                 |  |  |       |  |  | François de Beauharnais |  |  |                       |  |
|                                                |                                            | Henriette Pyvart de Chastullé                          | François-Louis de Pyvart de Chastullé           |  |  |       |  |  |                         |  |  |                       |  |
|                                                |                                            | Henriette Pyvart de Chastullé                          | François-Louis de Pyvart de Chastullé           |  |  |       |  |  |                         |  |  |                       |  |
|                                                |                                            | Henriette Pyvart de Chastullé                          | Jeanne Hardouineau de Laudanière                |  |  |       |  |  |                         |  |  |                       |  |
| Eugenio di Beauharnais                         |                                            | Henriette Pyvart de Chastullé                          |                                                 |  |  |       |  |  |                         |  |  |                       |  |
|                                                |                                            | Giuseppe-Gaspard Tascher de la Pagerie                 | Gaspard Joseph Tascher de la Pagerie            |  |  |       |  |  |                         |  |  |                       |  |
|                                                |                                            | Giuseppe-Gaspard Tascher de la Pagerie                 | Gaspard Joseph Tascher de la Pagerie            |  |  |       |  |  |                         |  |  |                       |  |
|                                                |                                            | Giuseppe-Gaspard Tascher de la Pagerie                 | Françoise Bourreau de la Chevalerie             |  |  |       |  |  |                         |  |  |                       |  |
| Maria Giuseppina Rosa de Tascher de la Pagerie |                                            | Giuseppe-Gaspard Tascher de la Pagerie                 |                                                 |  |  |       |  |  |                         |  |  |                       |  |
|                                                |                                            | Rose-Claire des Vergers de Sanois                      | Joseph François des Vergers de Sanois           |  |  |       |  |  |                         |  |  |                       |  |
|                                                |                                            | Rose-Claire des Vergers de Sanois                      | Joseph François des Vergers de Sanois           |  |  |       |  |  |                         |  |  |                       |  |
|                                                |                                            | Rose-Claire des Vergers de Sanois                      | Catherine Marie Brown                           |  |  |       |  |  |                         |  |  |                       |  |
| Augusto di Leuchtenberg                        |                                            | Rose-Claire des Vergers de Sanois                      |                                                 |  |  |       |  |  |                         |  |  |                       |  |
|                                                | Federico Michele di Zweibrücken-Birkenfeld | Cristiano III del Palatinato-Zweibrücken               |                                                 |  |  |       |  |  |                         |  |  |                       |  |
|                                                | Federico Michele di Zweibrücken-Birkenfeld | Cristiano III del Palatinato-Zweibrücken               |                                                 |  |  |       |  |  |                         |  |  |                       |  |
|                                                | Federico Michele di Zweibrücken-Birkenfeld | Carolina di Nassau-Saarbrücken                         |                                                 |  |  |       |  |  |                         |  |  |                       |  |
| Massimiliano I Giuseppe di Baviera             | Federico Michele di Zweibrücken-Birkenfeld |                                                        |                                                 |  |  |       |  |  |                         |  |  |                       |  |
|                                                |                                            | Maria Francesca del Palatinato-Sulzbach                | Giuseppe Carlo del Palatinato-Sulzbach          |  |  |       |  |  |                         |  |  |                       |  |
|                                                |                                            | Maria Francesca del Palatinato-Sulzbach                | Giuseppe Carlo del Palatinato-Sulzbach          |  |  |       |  |  |                         |  |  |                       |  |
|                                                |                                            | Maria Francesca del Palatinato-Sulzbach                | Elisabetta Augusta Sofia del Palatinato-Neuburg |  |  |       |  |  |                         |  |  |                       |  |
| Augusta di Baviera                             |                                            | Maria Francesca del Palatinato-Sulzbach                |                                                 |  |  |       |  |  |                         |  |  |                       |  |
|                                                |                                            | Giorgio Guglielmo d'Assia-Darmstadt                    | Luigi VIII d'Assia-Darmstadt                    |  |  |       |  |  |                         |  |  |                       |  |
|                                                |                                            | Giorgio Guglielmo d'Assia-Darmstadt                    | Luigi VIII d'Assia-Darmstadt                    |  |  |       |  |  |                         |  |  |                       |  |
|                                                |                                            | Giorgio Guglielmo d'Assia-Darmstadt                    | Carlotta di Hanau-Lichtenberg                   |  |  |       |  |  |                         |  |  |                       |  |
| Augusta Guglielmina d'Assia-Darmstadt          |                                            | Giorgio Guglielmo d'Assia-Darmstadt                    |                                                 |  |  |       |  |  |                         |  |  |                       |  |
|                                                |                                            | Maria Luisa Albertina di Leiningen-Dagsburg-Falkenburg | Cristiano Carlo Rainardo di Leiningen-Dagsburg  |  |  |       |  |  |                         |  |  |                       |  |
|                                                |                                            | Maria Luisa Albertina di Leiningen-Dagsburg-Falkenburg | Cristiano Carlo Rainardo di Leiningen-Dagsburg  |  |  |       |  |  |                         |  |  |                       |  |
|                                                |                                            | Maria Luisa Albertina di Leiningen-Dagsburg-Falkenburg | Caterina Polissena di Solms-Rödelheim           |  |  |       |  |  |                         |  |  |                       |  |
|                                                |                                            | Maria Luisa Albertina di Leiningen-Dagsburg-Falkenburg |                                                 |  |  |       |  |  |                         |  |  |                       |  |